# Гінзбург Мойсей Якович
Мойсей Якович Гінзбург (рос. Моисей Яковлевич Гинзбург; 4 червня 1892, Мінськ - 7 січня 1946) — радянський архітектор, теоретик архітектурного конструктивізму.

## Життєпис
Народився 4 червня (23 травня за ст. Ст.) 1892 року в Мінську в сім'ї архітектора.
Після завершення середньої освіти Гінзбург відправився за кордон, щоб отримати архітектурну освіту. Там він деякий час займався в Паризькій академії красних мистецтв, потім у Тулузькій архітектурній школі і в Міланській академії мистецтв.
Закінчивши навчання за кордоном у 1914 році, Гінзбург повернувся на батьківщину з дипломом художника-архітектора. У Росії він продовжив навчання, вступивши на архітектурне відділення Ризького політехнікуму, і через три роки отримав диплом інженера-архітектора.
У 1922 році Гінзбург став професором Московського інституту цивільних інженерів по кафедрі історії архітектури, а потім, в 1923 році, професором ВХУТЕМАСА (Вищі художньо-технічні майстерні), де читав курс архітектурної композиції.
Наприкінці 1925 року разом з братами Олександром та Віктором Весніними створив Об'єднання сучасних архітекторів (рос. Объединение современных архитекторов, ОСА) — творчу організацію архітекторів-конструктивістів. Ця організація з 1926 по 1930 роки видавала журнал «Сучасна архітектура», відповідальними редакторами якого були Гінзбург та Олександр Веснін.
На сторінках цього журналу Гінзбург опублікував низку теоретичних статей, присвячених сучасній радянській архітектурі. У цих статтях головна увага приділяється функціональному методу проєктування та соціальним проблемам радянської архітектури.
У ці роки Гінзбург створює велику кількість проєктів: Дім текстилів, критий ринок, будівлі Оргметала і Русгерторга в Москві, Будинок Рад у Махачкалі, Будинок уряду в Алма-Аті. Ці роботи носять на собі сліди пошуків нового стилю.
В цей же час Гінзбург починає працювати в галузі житлового будівництва. У 1928—1932 роках Гінзбург розробив проєкти економічних житлових осередків з раціональним плануванням, а також житлових будинків з усуспільненим комунально-побутовим обслуговуванням (будинки на вулицях Мала Бронна (1926) і Чайковського (1928—1930) у Москві). Створив ряд великих проєктів планування (Черніковський промисловий район поблизу Уфи (1931), районне планування Південного берега Криму (1930-і роки), ці проєкти не були здійснені), комплекс санаторію ім. Г. К. Орджонікідзе в Кисловодську (у співавторстві з Іваном Леонідовим, 1935—1937).

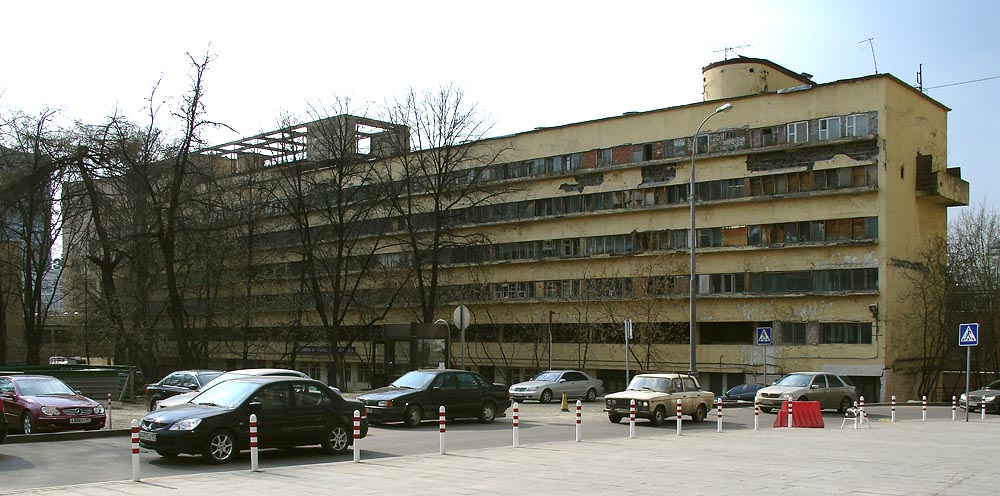
«Будинок Наркомфіну»

У 1928 році Гінзбург приступив до спорудження будинку-комуни Наркомфіну на Новінському бульварі в Москві. Ділянку землі під будівництво було відведено 2 квітня 1929. Будівництво почалося 12 липня 1929. Житловий корпус був закінчений в середині 1930 року, а незабаром був готовий і комунальний корпус, що будувався без затверджених креслень.
У 1930-і роки Гінзбург в основному займався створенням конкурсних проєктів. У цей період він брав участь у конкурсах на Палац Рад, театр ім. В. І. Немировича-Данченка в Москві, Великий синтетичний театр в Свердловську, Парк культури і відпочинку в Москві, павільйон на Всесвітній Паризькій виставці 1937 року, дім «Известий», будівля Наркомтяжпрома та інших. У 1939 році Гінзбург став дійсним членом Академії архітектури СРСР.
У роки німецько-радянської війни (1941—1945) Гінзбург очолював в Академії архітектури сектор типізації й індустріалізації будівництва, а в 1943 році він спроєктував і побудував житлове селище для гірників Підмосковного вугільного басейну.
Однією з останніх робіт Гінзбурга був проєкт відновлення Севастополя. Він зробив багато варіантів планування центральної частини міста, зберігаючи в той же час його історично сформовану структуру, але не встиг довести до кінця роботи зі створення проєкту відновлення Севастополя. Незакінченою залишилася і робота над новими санаторіями в Кисловодську і Ореанді.
7 січня 1946 Мойсей Гінзбург раптово помер, не доживши кількох місяців до 54-річчя. Він був похований на Новодівочому кладовищі в Москві.
В останні роки життя Гінзбург приступив до написання теоретичного праці, присвяченої основним проблемам архітектурної творчості. Він встиг закінчити лише один розділ цієї праці, під назвою «Тектоніка», окремі розділи якого були опубліковані ще за життя автора.
Син Мойсея Гінзбурга Володимир продовжив справу свого батька. У 1995 році він разом із сином Олексієм, також архітектором, заснував власну майстерню «Гінзбург архітекс» з метою відновити будинок Наркомфіну на Новінському бульварі. Разом вони зробили проєкт реконструкції. У 1997 році Володимира Гінзбурга не стало, майстерню очолив Олексій.